# Ergavia oenobapta
Ergavia oenobapta är en fjärilsart som beskrevs av Louis Beethoven Prout 1934. Ergavia oenobapta ingår i släktet Ergavia och familjen mätare. Inga underarter finns listade i Catalogue of Life.